# Comunidade de Desenvolvimento da África Austral
A Comunidade de Desenvolvimento da África Austral (CDAA; em inglês, Southern Africa Development Community, SADC), é uma organização inter-governamental criada em 1992 e dedicada à cooperação e integração socio-económica, bem como à cooperação em matérias de política e segurança, dos países da África Austral.

## Membros
- África do Sul
- Angola
- Botsuana
- Comores
- República Democrática do Congo
- Lesoto
- Madagáscar
- Maláui
- Ilhas Maurícias
- Moçambique
- Namíbia
- Essuatíni
- Tanzânia
- Zâmbia
- Zimbábue
- Seicheles

Bandeira da SADC.

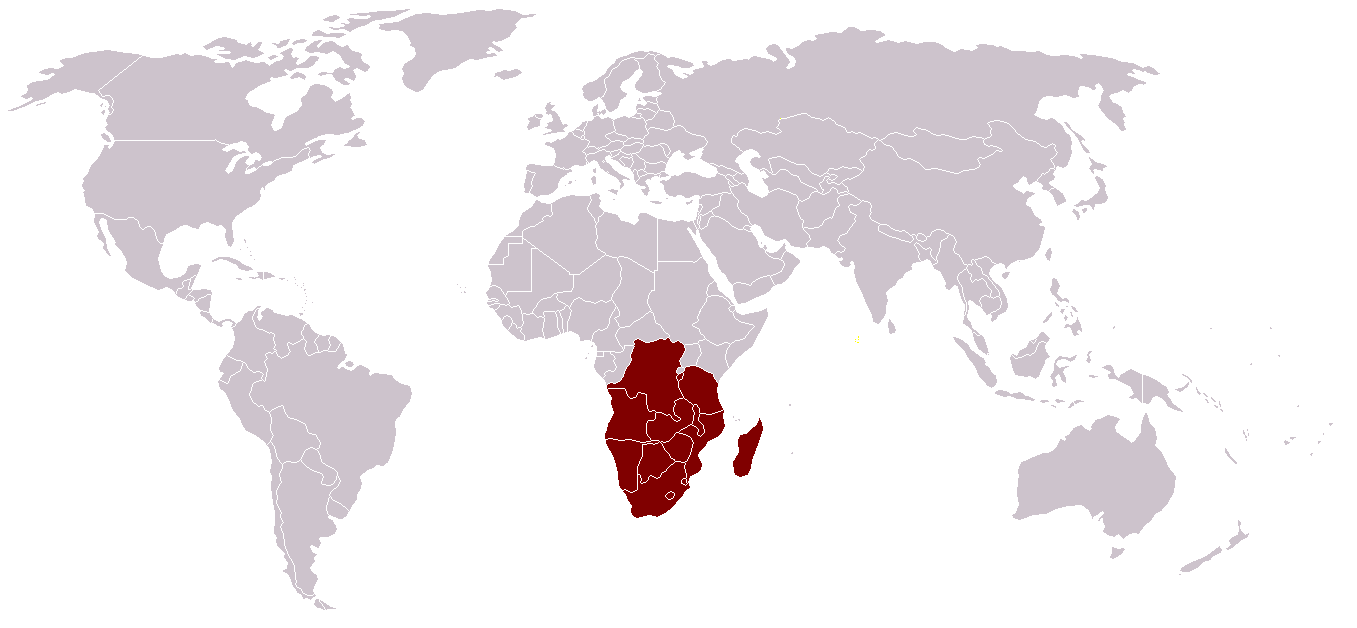
Localização da SADC no mundo

A sede da SADC encontra-se em Gaborone, no Botsuana.
As línguas oficiais da Comunidade são o inglês, o francês, o português e — desde agosto de 2019 — o suaíli. Suaíli é uma das línguas de trabalho da União Africana.

## Introdução
A Comunidade de Desenvolvimento da África Austral existe desde 1992, a partir da transformação da SADCC (Southern Africa Development Co-ordination Conference ou Conferência de Coordenação para o Desenvolvimento da África Austral), criada em  1980 por nove dos estados membros. Esta transformação, que teve lugar em 17 de Agosto de 1992 em Vinduque, Namíbia, foi motivada pelo fim do regime de apartheid na África do Sul.
Em 2016, a SADC engloba 15 países do sul da África. Os países membros somam uma população de aproximadamente 210 milhões de pessoas e um PIB de aproximadamente 471 bilhões de dólares, valor importante, especialmente levando-se em conta as economias dos restantes países do continente.
A região enfrenta uma série de problemas, desde dificuldades naturais como secas prolongadas, a grande prevalência do SIDA e a pobreza. A erradicação destes problemas está as principais metas do grupo, que são:
- Promover o crescimento e desenvolvimento económico, aliviar a pobreza, aumentar a qualidade de vida do povo, e prover auxílio aos mais desfavorecidos;
- Desenvolver valores políticos, sistemas e instituições comuns;
- Promover a paz e a segurança;
- Promover o desenvolvimento sustentável por meio da interdependência coletiva dos estados membros e da autoconfiança;
- Atingir a complementaridade entre as estratégias e programas nacionais e regionais;
- Promover e maximizar a utilização efetiva de recursos da região;
- Atingir a utilização sustentável dos recursos naturais e a proteção do meio ambiente;
- Reforçar e consolidar as afinidades culturais, históricas e sociais de longa data da região.

O financiamento aos projetos é obtido através de duas maneiras principais. A primeira e mais importante é a contribuição de cada um dos membros, com o valor baseado no PIB de cada um; a segunda é através da colaboração de parceiros económicos internacionais, como a União Europeia e alguns países desenvolvidos, que dependem do projeto a ser desenvolvido.

## Principais objetivos
Para atingir-se o desenvolvimento económico é essencial que se promova a indústria local. Com a industrialização atingir-se-á a independência em relação aos produtos industrializados estrangeiros e aos produtos da África do Sul, que exerce um claro domínio sobre o mercado dos seus vizinhos. A estratégia principal consiste na reabilitação e crescimento das capacidades já existentes.
Os projetos de industrialização seguem as diretrizes de produzirem sempre mercadorias de destaque no mercado regional, mas que possam também ser exportadas, seja para fora do bloco ou não, e que tenham a maior parte possível da matéria prima extraída dentro dos países membros. Tendo isso em mente, a produção tem concentrado-se em manufaturados de necessidade imediata e produtos de base, além de produtos de apoio às atividades industriais que estiverem sendo desenvolvidas.
Um dos projetos na área de educação, o treinamento de mão de obra qualificada tem sido, em parte, realizado. Os profissionais a serem formados são os que foram identificados como os mais importantes ao desenvolvimento imediato, como gestores públicos, técnicos, engenheiros (especialmente agrícolas) e cientistas com formações aplicáveis à indústria. Devido à falta de capacidade de treinamento local desses cargos, têm sido oferecidas bolsas de estudo em centros de formação estrangeiros, e tem-se apostado na criação de centros de formação intelectual e técnica na região.
O combate ao VIH também se encontra entre as prioridades da SADC. As metas fixadas incluem ter em 2011 noventa e cinco por cento da população entre quinze e vinte e quatro anos informada sobre os conceitos básicos que concernem a doença, ter menos de cinquenta por cento das crianças infectadas e, em 2015, obter um decréscimo do número de infectados.
Também pretende-se aumentar a participação da mulher em todas as camadas da sociedade. Espera-se em menos de cinco anos conseguir abolir todas as cláusulas sexualmente discriminatórias nas constituições de todos os países, instituir leis que garantam direitos iguais a homens e mulheres, reduzir a violência contra mulheres e crianças e chegar-se a uma participação muito maior da mulher na sociedade. Em uma década espera aumentar-se a participação feminina em cargos governamentais e empresas estatais.

## Principais parceiros económicos
O principal parceiro económico externo à SADC é a União Europeia (UE), com quem realiza importantes trocas há alguns anos. Apesar da parcela do mercado europeu estar decrescendo, cerca de três por cento em 2010, contra sete na década de oitenta, essas trocas ainda representam a maior parte das exportações e importações externas ao grupo. Muitas medidas têm sido tomadas para evitar o domínio económico pelo Norte.